# Горині (Ленінградська область)
Горині (рос. Горыни) — присілок у Лузькому районі Ленінградської області Російської Федерації.
Населення становить 28 осіб. Належить до муніципального утворення Ям-Тьосовське сільське поселення.

## Історія
Згідно із законом від 28 вересня 2004 року № 65-оз належить до муніципального утворення Ям-Тьосовське сільське поселення.

## Населення
| 1884 | 1909 | 1928 | 1965 | 1997 | 2007 | 2010 |
| ---- | ---- | ---- | ---- | ---- | ---- | ---- |
| 319  | ↗618 | ↘350 | ↘115 | ↘57  | ↘36  | →36  |
| 2013 |      |      |      |      |      |      |
| ↘28  |      |      |      |      |      |      |